# Rozlišení 4K
4K je standard pro rozlišení obrazu v digitálním filmu a počítačové grafice. Název je odvozen z horizontálního rozlišení (počet sloupců), které je přibližně 4000 pixelů, kdy při různém poměru stran je vertikální rozlišení různé. V televizi a spotřebním zboží (např. počítačové monitory) je používáno dominantní označení 4K UHD pro rozlišení 3840×2160. Pro promítání filmů je používáno rozlišení Digital Cinema 4096×2160 (DCI 4K).

## Charakteristika
Označení 4K se odlišuje od starších označení tím, že sleduje horizontální rozlišení (tj. počet sloupců), zatímco starší standardy sledovaly počet řádků (např. HD jako 720p, Full HD jako 1080p). Důvodem je, že ve filmové technice jsou používány různé poměry stran, kde horizontální rozlišení zůstává stejné a vertikální závisí na zdroji videa. Z toho důvodu existuje několik různých rozlišení, pro které je používáno označení 4K.
Podle příslušné normy může být 4K označení pro 4096 nebo 3656 – záleží na normě. V běžně používaném formátu obrazu 16 : 9 by 4K rozlišení mělo 4096 pixelů (šířka) x 2304 pixelů (výška), popřípadě 3656 (šířka) x 2056 (výška). Počet pixelů v těchto případech by byl přibližně 9437 tisíc pixelů (9,437 MPix), popřípadě tedy 7,5 MPix.
Kdybychom chtěli rozlišení 4K označit stejným způsobem jako dřívější formáty (360p, 720p, 1080p, apod., tedy počtem jejich vertikálních pixelů), označili bychom ho nejčastěji jako 2160p, případně 2304p, 2056p a podobně (není konkrétně určeno, jakých hodnot má rozlišení 4K dosahovat).
Pro kvalitní přenos 4K je zapotřebí alespoň HDMI 2.0 (4K na 60 Hz) nebo DisplayPort alespoň verze 1.3. Nelze použít rozhraní (konektory) ani DVI ani VGA.

## Formáty

### Digitální film
Různé 4K kamery používají různé rozlišení a poměr stran. Například první finančně dostupná kamera Dalsa Origin používá rozlišení 4096×2048, kamera Red One zaznamenává obraz v rozlišení 4096×2304, ale po roce 2000 prosadil poměr stran 16 : 9 a proto se začalo používat označení 4K (3840×2160).
| Standard                              | Rozlišení   | DAR               | Počet pixelů |
| ------------------------------------- | ----------- | ----------------- | ------------ |
| Ultra-high-definition television (4k) | 3840 × 2160 | 1,78 : 1 (16 : 9) | 8 294 400    |
| Full Aperture 4K                      | 4096 × 3112 | 1,32 : 1          | 12 746 752   |
| Academy 4K                            | 3656 × 2664 | 1,37 : 1          | 9 739 584    |
| Digital cinema 4K                     | 3996 × 2160 | 1,85 : 1          | 8 631 360    |
| Digital cinema 4K Cinemascope         | 4096 × 1714 | 2,39 : 1          | 7 020 544    |

Při formátu obrazu 16 : 9 a šířce 4096 by byla výška 2304 pixelů. Při stejném formátu a šířce 3656 by byla výška 2057 pixelů.